# Șerbănești (gmina Ștefănești)
Șerbănești – wieś w Rumunii, w okręgu Vâlcea, w gminie Ștefănești. W 2011 roku liczyła 623 mieszkańców.